# Antònia Vicens

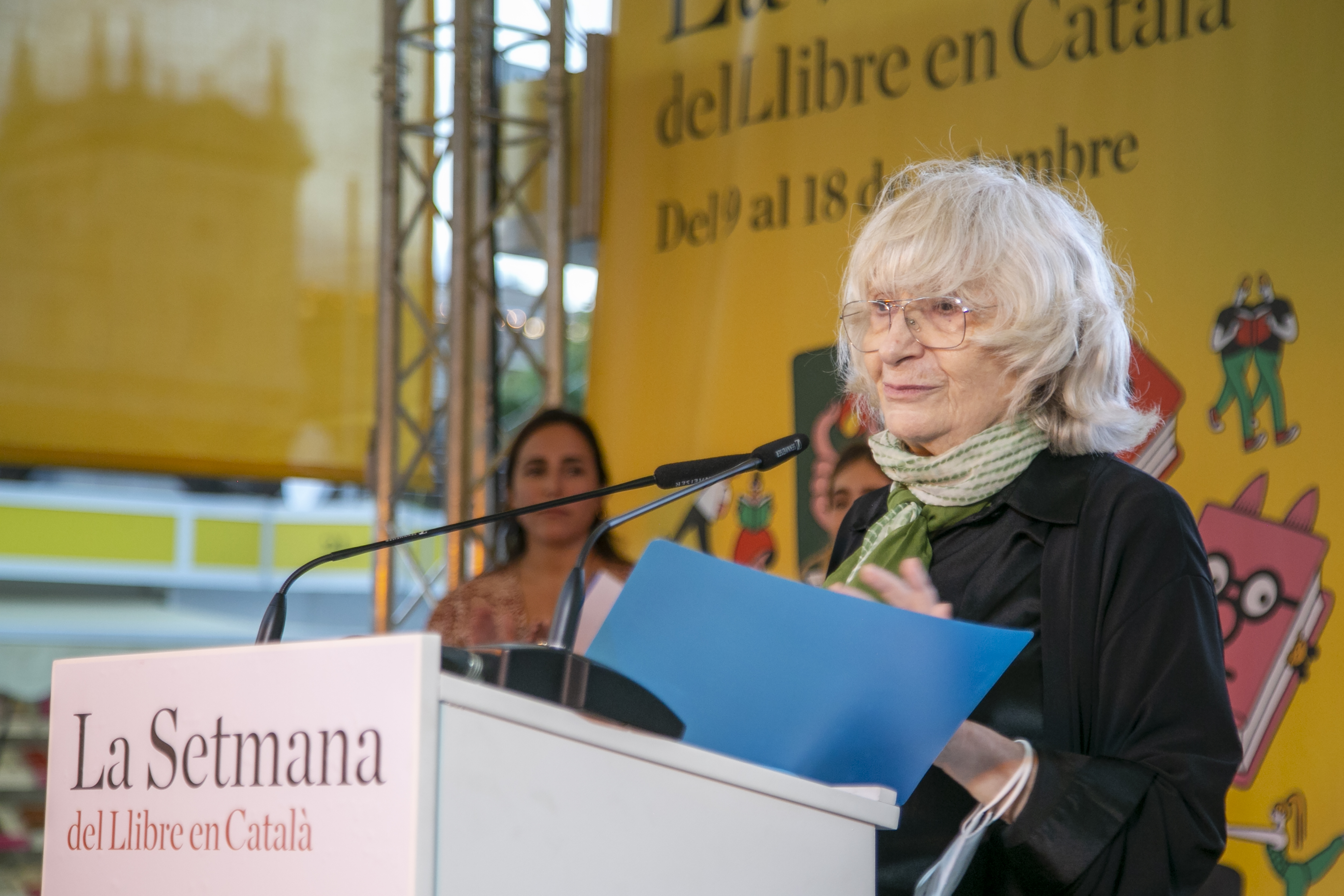
Antònia Vicens, 2022

Antònia Vicens i Picornell (* 27. März 1941 in Santanyí, Mallorca) ist eine mallorquinische Schriftstellerin.
Für ihr erstes Werk Banc de fusta, eine Reihe von Erzählungen, erhielt sie 1965 einen Preis in Cantonigròs. Im Jahre 1967 gewann sie mit dem Roman 39º a l’ombra den Premi Sant Jordi de novel·la. Das „mallorquinische Universum“ ist für Vicens die Inspirationsquelle ihres Werks.
1977 war sie Vizepräsidentin der Associació d’Escriptors en Llengua Catalana. Vicens gewann verschiedene Preise, von denen die wichtigsten der Creu de Sant Jordi im Jahr 1999 und die Ramon-Llull-Medaille im Jahr 2004 waren.
Ihre Werke wurden ins Deutsche und ins Spanische übersetzt.

## Werke

### Erzählungen
- 1968 Banc de fusta
- 1980 Primera comunió
- 2005 Tots els contes

### Romane
- 1968 39º a l’ombra
- 1971 Material de fulletó
- 1974 La festa de tots els morts
- 1980 La Santa
- 1982 Quilòmetres de tul per a un petit cadàver
- 1984 Gelat de maduixa
- 1987 Terra seca
- 1997 L’àngel de la lluna (infantil)
- 1998 Massa tímid per lligar (juvenil)
- 1998 Febre alta
- 2002 Lluny del tren
- 2007 Ungles perfectes
- 2010 Ànima de gos

### Gedichte
- 2009 Lovely
- 2013 Sota el paraigua el crit
- 2015 Fred als ulls

### Memoiren
- 1993 Vocabulari privat (mit Josep Maria Llompart)

## Auszeichnungen
- 1965 Cantonigròs de narrativa für Banc de fusta
- 1967 Sant Jordi für 39º graus a l’ombra
- 1981 Llorenç Villalonga für Quilòmetres de tul per a un petit cadàver
- 1984 Ciutat de València – Constantí Llombart de narrativa für Gelat de maduixa[2]
- 1999 Creu-de-Sant-Jordi-Preis für ihr Lebenswerk
- 2004 Premi Ramon Llull del Govern de les Illes Balears für ihr Lebenswerk
- 2016 Premi Nacional de Cultura de la Generalitat de Catalunya